# 宮崎栄治

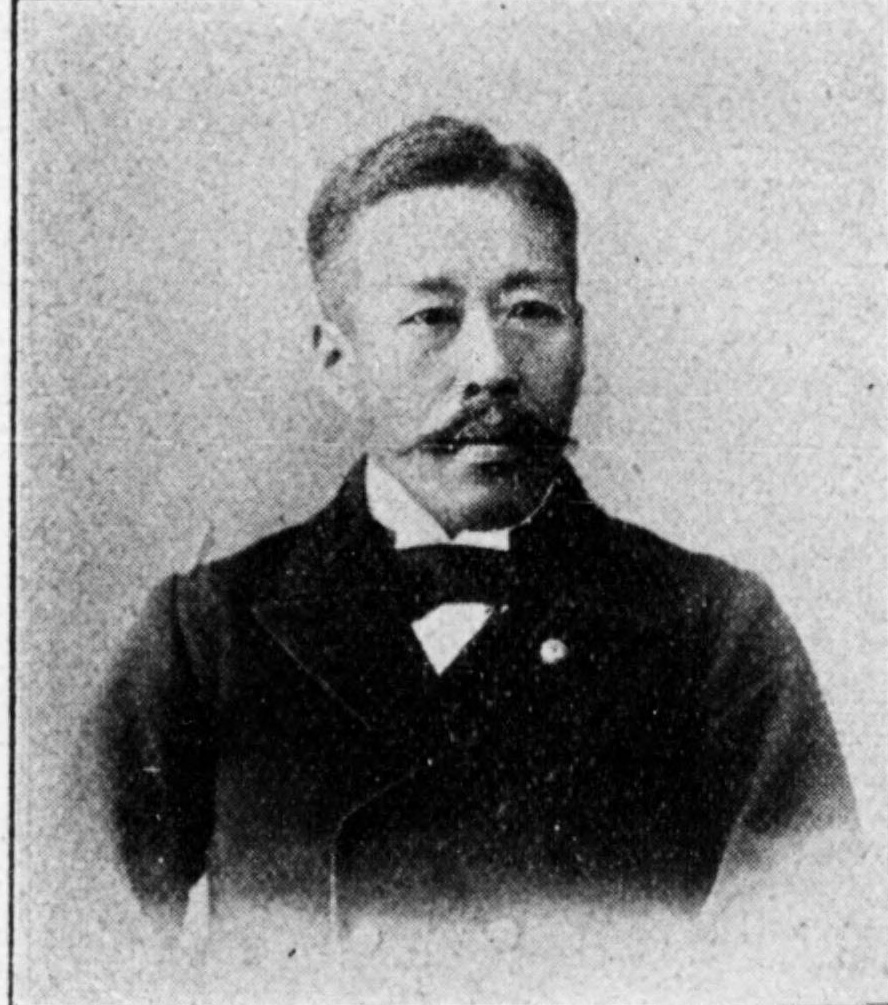
宮崎栄治

宮崎 栄治（みやざき えいじ、1855年7月4日（安政2年5月21日）- 1915年（大正4年）1月25日）は、明治時代の政治家。衆議院議員（8期）。

## 経歴
宮崎広茂の長男として、肥前福江藩領松浦郡福江村（長崎県南松浦郡福江村、福江町、福江市を経て現五島市）に生まれる。1882年（明治15年）12月、家督を相続する。福江藩校に入り和漢学を修めたのち上京し英学を学ぶ。本業は農業を営んだ。
1890年（明治23年）7月の第1回衆議院議員総選挙では長崎県第5区から出馬し当選。第2回総選挙では候補を大坪利晋に譲り、つづく第3回総選挙で再び衆議院議員となる。その後、第4回、第5回、第6回、第7回、第8回、第9回総選挙でも当選し衆議院議員を通算8期務めた。議員在任中、第2回水産博覧会評議員や予算委員を務めた。